# Station Warszawa Anin
Station Warszawa Anin is een spoorwegstation in het stadsdeel Wawer in de Poolse hoofdstad Warschau.